# Malik El-Tamer
Henry Malik El-Tamer (* 31. Mai 1977 in Quakenbrück) ist ein ehemaliger deutscher Basketballspieler. Der 2,05 Meter große Innenspieler absolvierte während seiner Karriere sieben Partien in der Basketball-Bundesliga für Herzogtel Trier.

## Laufbahn
El-Tamer wuchs in Köln, Riad, Jeddah und Kalifornien auf. Er studierte und spielte in den Vereinigten Staaten 1997/98 am Centralia College im Bundesstaat Washington, kehrte anschließend zur Ableistung des Wehrdienstes nach Deutschland zurück, setzte danach 1999/2000 am Casper College in Wyoming Basketballlaufbahn und Studium fort. In der Saison 2000/01 bestritt er zwei Einsätze für die Mannschaft der University of North Carolina at Charlotte, die in diesem Spieljahr die Meisterschaft der Conference-USA gegen den Ligakonkurrenten Cincinnati Bearcats gewann.
2001 kehrte er in sein Heimatland zurück und unterschrieb beim Bundesligisten Herzogtel Trier, für den er unter Trainer Don Beck in der Saison 2001/02 zwischen Anfang Oktober und Anfang Dezember 2001 sieben Partien in der höchsten deutschen Spielklasse bestritt und einen Punkteschnitt von 1,3 je Begegnung erreichte. Er wechselte im Laufe der Saison zum mehrmaligen syrischen Meister Al Wahda nach Damaskus. 2002 und 2003 wurde er mit Al Wahda syrischer Meister, zudem nahm er mit der Mannschaft an der Asienmeisterschaft für Vereinsmannschaften (Asia Champions Cup) teil.
Im Februar 2004 wurde er vom deutschen Zweitligisten Bremen Roosters verpflichtet, wo er einen Vertrag über zwei Monate unterschrieb. In der Saison 2004/05 spielte El-Tamer beim FC Schalke 04 ebenfalls in der 2. Basketball-Bundesliga. In der Saison 2005/06 bestritt er acht Spiele für den spanischen Viertligisten Club de Bàsquet Muro und hatte danach Stationen beim deutschen Zweitligisten TV Lich sowie beim bulgarischen Erstligaverein ZSKA Sofia. In der Saison 2007/08 spielte El-Tamer für die Iserlohn Kangaroos in der 2. Bundesliga ProB.